# 保険者機能を推進する会
一般社団法人保険者機能を推進する会（ほけんしゃきのうをすいしんするかい）は、大企業数社の健康保険組合により設立された社団法人で、現在は大企業100社以上の健康保険組合が参加している団体。

## 概要
被保険者・被扶養者のために良質な医療の確保・保険料の効率的活用・保健事業などの健康づくり推進を基本とし行政や医療機関と協力しながら目的を達成するために2001年5月10日、代表世話人肥田淳司らにより保険者機能あり方研究会が発足された。同年7月30日、現在の名前に変更。2010年12月22日には一般社団法人に移行。2023年6月の社員総会で三菱健康保険組合理事長の藤代勉が代表理事・会長に就任した。現在は正会員110健康保険組合、準会員１（健保連京都連合会）が参加しており、東京圏のみならず、東海圏、関西圏、九州、四国の健康保険組合が研究会活動を中心に活発な活動を行っている。
●８つの研究会：レセプト・健診データ研究会、健診事業のあり方研究会、特定保健指導研究会、女性の健康研究会、シニアの健康研究会、たばこ対策研究会、療養費適正化研究会、扶養認定基準研究会
　これら多くの研究会は、学術界の先生方に顧問やアドバイザーとして協力をいただいている。また、研究会活動は、学術界との連携をする等公的な場での研究発表も行っている。（たばこ対策研究会、療養費適正化研究会）
そのほかの活動としては、〇毎年11月に保険者機能推進全国大会を開催。また、〇健康保険組合の常務理事による意見交換・研鑽の場としての常務理事ゼミナール、医療界、政界、メディア等から講師をお願いしての医療保険ゼミナール、〇広く健康保険の知識を学ぶ基礎知識研究会（最近では事務長を対象にした勉強会も開催）

## 活動
参加組合は2002年より、柔道整復受診に対しての3適キャンペーン（適正受診・適正施術・適正支払）を展開しており、現在までに第5段まで実施されている。